# Vaso Princeton maya con dios del inframundo
El vaso Princeton es un ejemplo destacado de cerámica maya del Clásico Tardío en estilo códice. Fue saqueado ilegalmente y ahora se encuentra en el Museo de Arte de la Universidad de Princeton. Originalmente servía como recipiente para beber chocolate, y representa una sala del trono ocupada por un dios anciano, que lleva un tocado de búho, y cinco mujeres jóvenes que lo rodean. Frente al trono, un cautivo maniatado es decapitado por dos enmascarados. Durante mucho tiempo se creyó que esta escena se refería a un episodio del Popol Vuh. 

## Descripción
El vaso, con un color crema general y engobe incidental de color naranja y marrón-negro, así como rastros de pigmento azul maya posteriormente desprendido debido a un incendio, data del período Clásico Tardío de la civilización maya (finales del siglo VII o principios del VIII). Es originario de la región de Nakbé, Cuenca del Mirador, Petén, Guatemala.  Una fotografía del mismo se publicó por primera vez en The Maya Scribe and His World (1973) de MD Coe.
Hacia el borde del vaso, encima de la escena pintada, textos formularios consagran el recipiente, especificando su propósito como recipiente para beber chocolate y designando a su propietario, un señor llamado Muwaan K'uk. El vaso habría sido utilizado en fiestas cortesanas similares a la representada.  La superficie principal de la vasija muestra una pintura caligráfica (al estilo de las ilustraciones de los libros-códices), ejecutada con líneas elegantes y seguras, de una escena mitológica compuesta teatralmente. Dispositivos visuales sutiles, incluida una mujer que toca con un dedo el talón del pie de otra mientras su rostro apunta hacia la izquierda, dirigen al espectador a girar el recipiente para beber, lo que permite un desarrollo temporal como parte de la experiencia visual. 

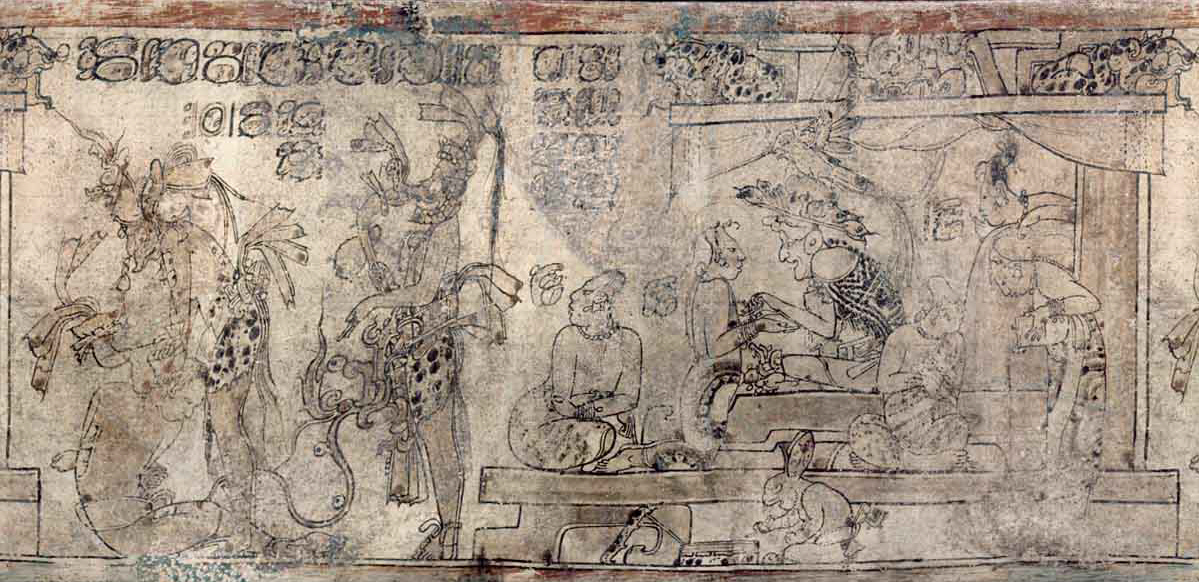
En el salón del trono del palacio de jaguar del dios L.

## Iconografía
La figura principal de la escena se conoce en el Códice de Dresde como el dios L, uno de los dioses mayas más antiguos, deidad del comercio, la hechicería y la guerra. El anciano desdentado está sentado con las piernas cruzadas en un trono plataforma dentro de una representación convencional de un palacio, con un embarcadero detrás de él y lo que probablemente sea una cornisa arriba. La cornisa está decorada con dos jaguares sin mandíbulas de perfil que flanquean la cara de un tiburón de frente. Se han corrido las cortinas para revelar al señor sentado. El dios L puede identificarse por su característico chal brocado, así como por el sombrero de ala ancha decorado con plumas de búho y un búho disecado con las alas extendidas.
Cinco elegantes figuras femeninas, quizás concubinas, que recuerdan a la diosa I del Códice de Dresde, rodean al viejo dios, quien a una de ellas, arrodillada contra el trono, ata delicadamente un brazalete. Las mujeres usan faldas sueltas y fluidas, o paños envolventes ajustados, decorados con patrones teñidos tipo batik en un suave tono marrón. Cada una porta joyas en el cuello, las orejas y las muñecas y se aprecia su cráneo apuntado que distinguía a la élite del pueblo llano. Una de las mujeres detrás del dios L está sirviendo chocolate de un recipiente de forma similar al propio vaso Princeton, espumando el amargo manjar en un recipiente cuya figura se ha perdido por el uso.
Abajo y sentado al lado del trono, un conejo antropomórfico (animal más frecuentemente asociado con el dios L) está escribiendo en un libro con cubiertas de piel de jaguar, tal vez para registrar la escena frente al trono: Dos hombres de pie con elaboradas máscaras y empuñando hachas proceden a decapitar a un hombre sentado maniatado cuyo atributo de serpiente sinuosa, acosada por ojos de muerte, es propio de los escribas, o en todo caso, de los funcionarios para quienes el arte de escribir era esencial.  Uno de los dos hombres muestra los rasgos del dios del viento; el otro lleva una máscara de verdugo con una nariz de garra de jaguar.

## Explicaciones
Los estudiosos han tendido a interpretar la escena del vaso según la mitología, creyendo que representa elementos del Popol Vuh, la narración mitológica maya quiché del siglo XVI.
Vista dentro de este marco, se dice que la escena muestra la ejecución ritual de Vucub-Hunahpú, tío de los Héroes Gemelos, por orden del dios L, tomado como señor del inframundo (Xibalbá). 
Sin embargo, en 2004 Miller y Martin señalaron que los verdugos, vestidos con faldellines de piel de jaguar idénticos, son dos, y que el personaje del dios del viento lleva una diadema; por lo tanto, afirmaron que los dos verdugos representan a los propios Héroes Gemelos, decapitando a un señor del inframundo en lugar de a Vucub-Hunahpú.  La escena ofrecería así un paralelo con un episodio en el que estos dos héroes engañan a los señores del inframundo para que pidan su propia decapitación.
Estas interpretaciones contradictorias son básicamente especulativas. Además, en la ejecución también podrían participar personajes históricos y tratarse de un suceso contemporáneo.